# Gurzuli
Gurzuli (en georgiano: ღურზული; en abjasio: Ӷәырзаул, romanizado: Gurzaul) es una aldea que pertenece a la parcialmente reconocida República de Abjasia, parte del distrito de Gulripshi, aunque de iure pertenece al municipio de Gulripshi de la República Autónoma de Abjasia de Georgia.

## Geografía
Gurzuli se encuentra en las estribaciones montañosas de Abjasia, en el lado izquierdo del río Machara. La aldea está a 6 km de Gulripshi y se administra desde el pueblo de Merjeuli.

## Historia
En 1867, la población abjasia fue expulsada de la aldea de Gurzaul al Imperio otomano en el genocidio circasiano.

## Demografía
La evolución demográfica de Gurzuli entre 1959 y 1989 fue la siguiente:
| 697                                                 | 624 |
| (Fuente: Population of Abkhazia since Soviet times) |     |

Antes de la guerra de Abjasia, la mayoría de la población local eran georgianos.